# Rhantus latitans
Rhantus latitans es una especie de escarabajo del género Rhantus, familia Dytiscidae. Fue descrita científicamente por Sharp en 1882.
Habita en Europa y Asia del Norte (excluyendo China).